# Góra Łuże
Góra Łuże – wzniesienie o wysokości 101 m n.p.m. położone w Puszczy Kampinoskiej nieopodal Łomianek. Jest to wydma paraboliczna, która powstała pod koniec zlodowacenia północnopolskiego na tarasie nadzalewowym pradoliny Wisły. Góra ma kształt wielkiego, długiego wału, na którego szczycie znajduje się ścieżka. Ze wzniesienia widać panoramę Warszawy (paradoksalnie stolicy nie widać z najwyższego punktu góry). Kilkaset metrów od Góry Łuże znajdowała się Atomowa Kwatera Dowodzenia.
W czasie II wojny światowej Niemcy przeprowadzali w tym miejscu egzekucje polskich więźniów politycznych przywożonych z Warszawy.